# Marianne Jahn
Marianne Jahn, coniugata Nutt (Lech, 14 dicembre 1942 – Zürs, 30 luglio 2025), è stata una sciatrice alpina austriaca, campionessa del mondo nello slalom gigante e nello slalom speciale a Chamonix 1962 e vincitrice di diverse classiche dello sci alpino.
Nell'ultimo scorcio della carriera (stagione 1964) aggiunse al proprio il cognome del coniuge e gareggiò come Marianne Jahn-Nutt, Marianne Nutt-Jahn o Marianne Nutt.

## Biografia

### Stagioni 1959-1961
Sciatrice polivalente con maggior propensione alle prove tecniche originaria di Zürs, Marianne Jahn debuttò in campo internazionale in occasione dell'Otto Linher Memorial 1959 (Zürs, 19 aprile), dove si classificò 4ª nello slalom gigante; l'anno dopo agli VIII Giochi olimpici invernali di Squaw Valley 1960 (19-26 febbraio), suo esordio olimpico e iridato, non completò lo slalom speciale, la sola gara nella quale prese il via, e nel prosieguo della stagione vinse la combinata della Harriman Cup (Sun Valley, 5-6 marzo), dove si piazzò anche 2ª nello slalom speciale, lo slalom gigante e la combinata degli International American Championships (Stowe, 11-13 marzo), dove fu anche 2ª nella discesa libera, lo slalom speciale e la combinata del trofeo Arlberg-Kandahar (Sestriere, 1-3 aprile), e lo slalom gigante dell'Otto Linher Memorial (Zürs, 10 aprile).
Nell'annata 1960-1961, nonostante un infortunio subito durante la discesa libera del Criterium de la première neige (Val-d'Isère, 16-18 dicembre) che compromise la prima parte della sua stagione, vinse lo slalom speciale (e si classificò 2ª nella combinata) delle Silberkrugrennen (Badgastein, 3-5 febbraio), lo slalom speciale (e si piazzò 2ª nella combinata) del Grand Prix du Chamonix (Chamonix, 23-26 febbraio), lo slalom speciale dell'Arlberg-Kandahar (e fu ancora 2ª nella combinata) (Mürren, 10-12 marzo) e i due slalom giganti di Innsbruck (Patscherkofel, 1-2 aprile); chiuse la stagione classificandosi 1ª e 2ª nei due slalom giganti di Obergurgl (22-23 aprile).

### Stagioni 1962-1964
Nella stagione 1961-1962 s'impose negli slalom speciali del Damenpokal (Oberstaufen, 6 gennaio), delle SDS-Rennen (Grindelwald, 9-12 gennaio), delle Silberkrugrennen (Badgastein, 17-19 gennaio), dove vinse anche la combinata e si piazzò 2ª nello slalom gigante, e del Grand Prix Feminine (Saint-Gervais-les-Bains, 1-3 febbraio), dove vinse anche la combinata e fu 2ª nello slalom gigante; ai Mondiali di Chamonix 1962 (10-17 febbraio) raggiunse l'apice della carriera vincendo la medaglia d'oro nello slalom gigante e nello slalom speciale, quella d'argento nella combinata e classificandosi 22ª nella discesa libera. Sul finire di quella stagione all'Otto Furrer Memorial (Zermatt, 16-18 marzo) vinse lo slalom speciale e la combinata.
Anche nel 1963 ottenne diversi piazzamenti di rilievo nelle classiche dello sci alpino: al trofeo Damenpokal (Oberstaufen, 4-5 gennaio) vinse lo slalom speciale e la combinata e si piazzò 2ª nello slalom gigante, alle SDS-Rennen (Grindelwald, 8-11 gennaio) fu 3ª nello slalom gigante, alle Goldschlüsselrennen (Schruns, 14-17 gennaio) vinse lo slalom gigante e lo slalom speciale e si classificò 3ª nella combinata, al Grand Prix Feminine (Saint-Gervais-les-Bains, 24-26 gennaio) si piazzò 2ª sia nello slalom speciale sia nella combinata e all'Arlberg-Kandahar (Chamonix, 8-10 marzo) fu 3ª nello slalom speciale. Ai IX Giochi olimpici invernali di Innsbruck 1964 (29 gennaio-9 febbraio), suo congedo agonistico internazionale, si classificò 13ª nello slalom gigante e non completò lo slalom speciale; chiuse la carriera ai Campionati austriaci 1964 (Sankt Johann im Pongau, 5-8 marzo), dove vinse la medaglia d'argento nello slalom speciale e nella combinata.

## Palmarès

### Mondiali
- 3 medaglie:
  - 2 ori (slalom gigante, slalom speciale a Chamonix 1962)
  - 1 argento (combinata a Chamonix 1962)

### Classiche
Arlberg-Kandahar
- 3 vittorie (slalom speciale, combinata a Sestriere 1960; slalom speciale a Mürren 1961)

Damenpokal
- 3 vittorie (slalom speciale a Oberstaufen 1962; slalom speciale, combinata a Oberstaufen 1963)

Goldschlüsselrennen
- 2 vittorie (slalom gigante, slalom speciale a Schruns 1963)

Grand Prix du Chamonix
- 1 vittoria (slalom speciale a Chamonix 1961)

Grand Prix Feminine
- 2 vittorie (slalom speciale, combinata a Saint-Gervais-les-Bains 1962)

Harriman Cup
- 1 vittoria (combinata a Sun Valley 1960)

Otto Furrer Memorial
- 2 vittoria (slalom speciale, combinata a Zermatt 1962)

SDS-Rennen
- 1 vittoria (slalom speciale a Grindelwald 1962)

Silberkrugrennen
- 3 vittorie (slalom speciale a Badgastein 1961; slalom speciale, combinata a Badgastein 1962)

### Campionati austriaci
- 7 medaglie[senza fonte]:
  - 2 ori (slalom gigante nel 1961; slalom speciale nel 1963)[23]
  - 4 argenti (slalom gigante, combinata nel 1963; slalom speciale, combinata nel 1964)[senza fonte]
  - 1 bronzo (discesa libera nel 1963)[senza fonte]